# Netta Druga
Netta Druga – wieś w Polsce, położona w województwie podlaskim, w powiecie augustowskim, w gminie Augustów.
| SIMC    | Nazwa       | Rodzaj    |
| ------- | ----------- | --------- |
| 1010555 | Borsuki     | część wsi |
| 1010561 | Czarny Bród | część wsi |
| 1010590 | Naddawki    | część wsi |

W latach 1975–1998 miejscowość administracyjnie należała do województwa suwalskiego.